# Die andere Seite der Hoffnung
Die andere Seite der Hoffnung (Originaltitel: Toivon tuolla puolen, englischsprachiger Festivaltitel: The Other Side of Hope) ist ein Spielfilm von Aki Kaurismäki aus dem Jahr 2017. Die finnisch-deutsche Koproduktion basiert auf einem Originaldrehbuch des Regisseurs. Erzählt wird vom Schicksal eines jungen syrischen Flüchtlings (dargestellt von Sherwan Haji) wie auch vom Neubeginn eines älteren finnischen Handelsvertreters und späteren Restaurantbesitzers (Sakari Kuosmanen), die in Helsinki aufeinandertreffen. Beide bilden für eine Weile eine utopische Schicksalsgemeinschaft. Es handelt sich um den zweiten Teil von Kaurismäkis Hafenstadt-Trilogie, die er mit Le Havre (2011) begonnen hat. Eigenen Angaben zufolge sieht der Regisseur in den beiden Filmen mittlerweile den Auftakt zu einer „Flüchtlingstrilogie“.
Der Film wurde am 25. Januar 2017 in der finnischen Stadt Laitila uraufgeführt und kam am 3. Februar 2017 in die finnischen Kinos. In Deutschland wurde Die andere Seite der Hoffnung erstmals am 14. Februar 2017 im Wettbewerb der 67. Berlinale gezeigt. Kinostart in Deutschland war am 30. März 2017. Insgesamt sahen 137.946 Personen in Deutschland den Film im Kino.

## Handlung
Der junge syrische Mechaniker Khaled aus Aleppo will mit seiner Schwester vor dem Bürgerkrieg nach Europa flüchten. Auf der Balkanroute verlieren sich beide aus den Augen. Auf der Suche nach seiner Schwester irrt Khaled durch Europa. Im Hafen von Danzig gelangt er als blinder Passagier auf einen Kohlefrachter, der ihn zufällig nach Helsinki bringt. Ohne große Hoffnung beantragt Khaled bei der finnischen Polizeibehörde Asyl. Im Aufnahmelager freundet er sich mit dem Iraker Mazdak an, der schon länger in Finnland ist. Als sein Antrag abgelehnt wird und er abgeschoben werden soll, gelingt ihm mit Hilfe einer Sozialarbeiterin die Flucht.
Der verheiratete Waldemar Wikström lebt ebenfalls in Helsinki, wo er sich als Handelsvertreter für Hemden seinen Lebensunterhalt verdient. In der Mitte des Lebens angekommen, beschließt er einen Neuanfang. Wikström verlässt seine alkoholabhängige Frau und gibt seinen bisherigen Beruf auf. Bei einem illegalen Stud-Pokerturnier setzt er das Geld aus dem Verkauf seiner Handelsvertretung ein und gewinnt mit einem Straight Flush eine große Summe. Von dem gewonnenen Geld kauft sich Wikström das heruntergewirtschaftete Lokal „Zum goldenen Krug“ samt Belegschaft.
Nachdem Wikström Khaled beinahe mit dem Auto angefahren hatte, begegnen sich beide eines Nachts im Innenhof des Restaurants wieder. Khaled hat sich dort einen Schlafplatz gesucht, nachdem er von ein paar Rassisten zusammengeschlagen wurde, und weigert sich, diesen aufzugeben. Er verpasst Wikström einen Kinnhaken, um kurz darauf selbst von dem älteren und größeren Mann k. o. geschlagen zu werden. Als beide mit blutigen Nasen am Restauranttisch sitzen, beschließt Wikström, Khaled zu helfen. Er verschafft ihm einen Schlafplatz und stellt ihn als Putzkraft ein. Durch die Umstellung auf japanische Küche erlebt das marode Restaurant einen kurzzeitigen Erfolg, doch dieser wird durch die dilettantische Organisation des Kochs wieder zunichtegemacht. 
Khaled erhält gefälschte Ausweispapiere. Als endlich Khaleds Schwester mit Hilfe von Mazdak in einem litauischen Flüchtlingslager wiedergefunden wird, sorgt Wikström dafür, dass diese mit einem Lastwagen ins Land geschmuggelt wird. Doch am Abend nach dem Wiedersehen wird Khaled vom Anführer der rechtsradikalen Gruppe niedergestochen. Er kann die Wunde selbst versorgen und seine Schwester beim Stellen ihres Asylantrages unterstützen. Wikström kehrt zu seiner Frau zurück, die das Trinken aufgegeben hat.

## Rezeption
Nach der Deutschland-Premiere im Wettbewerb der Berlinale wurde Die andere Seite der Hoffnung von der Fachkritik sehr gelobt und als Favorit auf den Hauptpreis gehandelt. Der Film schnitt im internationalen Kritikenspiegel der britischen Fachzeitschrift Screen International von allen Wettbewerbsfilmen am besten ab (3,7 von vier möglichen Sternen).
Nach Verena Lueken (Frankfurter Allgemeine Zeitung) hat Kaurismäki „[...] einen der besten Filme nach Berlin gebracht. Er sollte seinen Lohn dafür erhalten.“ Lueken verwies auf die „ganz eigene“, wiedererkennbare Welt Kaurismäkis, in der es „melancholisch und bizarr und absurd“ zugehe. Nachdem sein Vorgängerwerk Le Havre nach langer Zeit wieder „etwas Frisches hatte“, sei diese „Dringlichkeit“ auch in seinem neuen Film zu bemerken. „Diese Haltung, dass es wieder um etwas geht“, so Lueken. Dominik Kamalzadeh (Der Standard) und Susan Vahabzadeh (Süddeutsche Zeitung) stimmten in das Lob über die wiedererkennbare Handschrift eines Kaurismäki-Films mit ein. Kamalzadeh sprach von einem „der Höhepunkte des Berlinale-Wettbewerbs“. Der Regisseur komme „in seinem Stil ganz zur Ruhe“. Mit der Figur des Wikström zeichne Die andere Seite der Hoffnung „das Porträt einer Insel der Solidarität in einer ansonsten hoffnungslos verrohten Gesellschaft“. Barbara Möller (Die Welt) sah einen „großartigen Film“. „Formal ist der Film ein Märchen. Voller Wärme, obwohl er in kühles nordisches blaues Licht getaucht ist.“ Kaurismäki inszeniere ihn nicht als „[…] Clash der Kulturen, sondern als Clash der Zeiten. Khaled kommt aus dem Jetzt, Wikström ist eine Figur der Vergangenheit. Der Rückgriff auf die Fünfzigerjahre dient hier weniger der Stilisierung als vielmehr der Erinnerung daran, dass es in Europa eine Zeit gab, in der uns der Materialismus noch nicht beherrschte“, so Möller. Peter Zander (Berliner Morgenpost) wies auf das große Thema des Films hin, das Kaurismäki stilsicher und warmherzig erzähle. „Es sind melancholische Komödien, die der 59-Jährige dreht, mit klaren Farben, aber lakonischem Grundton und minimalistischem Ambiente. Bei allem Witz verrät er nie seine Figuren, immer bleiben sie grundsympathisch“, so Zander, der schlussfolgerte, dass sich die Integrationskomödie nach Werken wie Ostfriesisch für Anfänger, Welcome to Norway oder Willkommen bei den Hartmanns als neues Subgenre entwickle.

## Auszeichnungen
Die andere Seite der Hoffnung lief 2017 auf der Berlinale im Wettbewerb um den Goldenen Bären, den Hauptpreis des Festivals. Aki Kaurismäki erhielt den Regiepreis. Im selben Jahr vergab die Filmkritikervereinigung von Dublin ihren Darstellerpreis an Sherwan Haji. Es folgten der Hauptpreis beim Luxembourg City Film Festival 2017 sowie der Friedenspreis des Deutschen Films – Die Brücke (Hauptpreis international). Bei der Verleihung des Europäischen Filmpreises 2017 folgten Nominierungen in den Kategorien Film und Regie sowie für den Publikumspreis.